# Алгаево
Алга́ево (тат. Алгай) — село в Мамадышском районе Республики Татарстан. Входит в состав Кемеш-Кульского сельского поселения.

## География
Село расположено в Западном Предкамье на реке Искубаш, в 42 километрах к северо-западу от районного центра — города Мамадыша. Высота над уровнем моря — 99 м. 

## Население
| 1782 | 1859 | 1897 | 1920 | 1926 | 1949 | 1958 | 1970 | 1979 | 1989 | 2000 | 2002 | 2010 | 2017 |
| ---- | ---- | ---- | ---- | ---- | ---- | ---- | ---- | ---- | ---- | ---- | ---- | ---- | ---- |
| 29   | 352  | 657  | 746  | 774  | 564  | 426  | 467  | 409  | 336  | 324  | 299  | 253  | 248  |

Национальный состав
По данным переписей населения, в селе проживают татары. По переписи 2002 года их доля составляла 99 %.

## Экономика
Полеводство, молочное скотоводство. 

## Инфраструктура
Начальная школа — детский сад (с 1991 г. как начальная), клуб, фельдшерско-акушерский пункт (с 2014 г.). В селе 6 улиц.